# Colombes
Colombes és un municipi francès, situat al departament d'Alts del Sena i a la regió d'Illa de França. L'any 1999 tenia 83.100 habitants.
Està dividit entre el cantó de Colombes-1 i el cantó de Colombes-2 dins del districte de Nanterre. I des del 2016, de la divisió Boucle Nord de Seine de la Metròpolis del Gran París.